# Deputazione di Storia Patria per le Province Parmensi
La Deputazione di Storia Patria per le Province Parmensi è un'istituzione culturale con sede a Parma.

## Storia
Venne fondata nel 1860 da Luigi Carlo Farini, governatore delle provincie emiliane prima dell'Unità d'Italia. Come per le altre deputazioni di storia patria italiane, aveva lo scopo di promuovere gli studi sulla storia di Parma prima dell'annessione al Regno d'Italia.
Dal 1860 al 1877 fu aggregata alla "Deputazione di Storia Patria per le Province Modenesi", poi fino al 1890 alla "Deputazione di Storia Patria per le province di Romagna". Dal 1892 al 1934 fu autonoma, per poi aggregarsi nella "Deputazione di Storia Patria per l'Emilia-Romagna" (1935-1944). Nel 1945, grazie soprattutto all'opera di Giuseppe Micheli, riacquistò l'autonomia.

## Attività
La Deputazione pubblica annualmente l'Archivio storico per le Province Parmensi (ASPP), che raccoglie i risultati degli studi storici promossi dalla Deputazione. L'archivio comprende anche studi sul movimento cattolico nel territorio di Parma.
L'istituzione dispone di una biblioteca, intitolata nel 1992 alla Prof.ssa Giuseppina Allegri Tassoni, che ospita volumi relativi all'ambito di studio della Deputazione, con predominanza della storia delle Province Parmensi fino al XIX secolo. 
Nel 1998 ha acquisito per donazione la "Biblioteca Federico Sozzi", in cui sono custoditi principalmente saggi storici, sulla storia dell'arte, della musica e della letteratura risalenti al XX secolo e provenienti da Italia e Francia. I volumi di quest'ultima biblioteca non sono però ammessi al prestito.
Sono stati presidenti della Deputazione di Storia Patria: Roberto Andreotti (1956-1963), Giuseppina Allegri Tassoni (1983-1996), Marco Pellegri (1996-2014) e Leonardo Farinelli (2014-2020).